# スモーキー・マウンテン

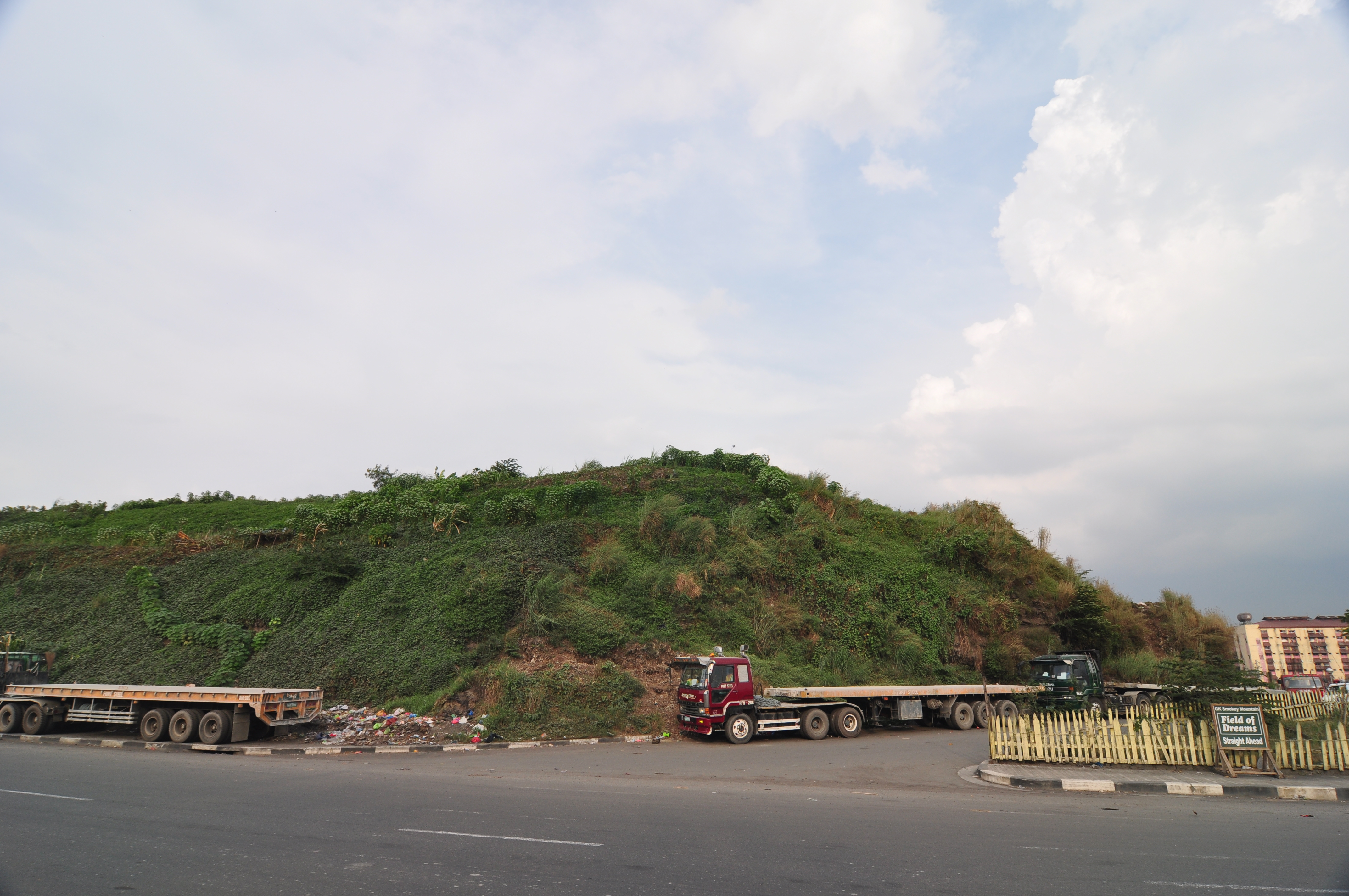
閉鎖後のスモーキー・マウンテン（2011年）

スモーキー・マウンテン（英語: Smokey Mountain）とは、フィリピンマニラ市北方に位置したスラム街のことである。名称の由来は、自然発火したゴミの山から燻る煙が昇るさまから名付けられた。

## 概要
かつては海岸線に面した一漁村であったが、1954年に焼却されないゴミの投棄場になった。それ以来、マニラ市内（マニラ首都圏）で出たゴミが大量に運び込まれ、その中から廃品回収を行ってわずかな日銭を稼ぐ貧民（スカベンジャー）が住み着き、急速にスラム化した。
1980年代後半頃から、フィリピンの貧困の象徴として扱われるようになった。政府は国のイメージが損なわれることを理由に閉鎖を決断し、住民は公共住宅をあてがわれて強制退去させられたが、一部の住民はパヤタス・ダンプサイト（スモーキー・バレー）をはじめとする別の処分場周辺に移住し、従来通りのスカベンジャーとしての生活を続けている。

## 経緯
- 1954年 - 操業開始
- 1994年 - イメージダウンなどを理由にごみ捨て場の利用が停止
- 1995年 - 住民の強制退去・閉鎖

## 関連映画
『忘れられた子供たち スカベンジャー』
スモーキーマウンテンの人々を描く1995年のドキュメンタリー映画。監督：四ノ宮浩、撮影：瓜生敏彦、上映時間：100分。
第44回マンハイム国際映画祭 ベストドキュメンタリー賞授賞作品（ドイツ）、エコメディア国際環境映画祭1995 Hoimar von Ditfurth賞授賞作品（ドイツ）、第4回地球環境映像祭 社会環境映像賞授賞作品（日本）、Encontros Internacionais de CINEMA 1996 ベストドキュメンタリー賞（ポルトガル）をそれぞれ受賞。
DVDは2007年10月22日にオフィスフォープロダクションより発売された。102分。

## 関連書籍
- 四ノ宮浩『忘れられた子供たち スカベンジャー』（中央法規出版、1997年3月、ISBN 978-4805815618）
  - 『忘れられた子供たち スカベンジャー』の四ノ宮監督が、映画の製作に至る動機、完成までの苦労、さらには登場人物たちの現在の暮らしぶりなどをつづった記録。